# Mykołajiwka (rejon odeski)
Mykołajiwka (ukr. Миколаївка, ros. Николаевка) – wieś na Ukrainie, w obwodzie odeskim, w rejonie odeskim, nad limanem Dniestru.
Do wsi przylega Dolnodniestrzański Park Narodowy.